# Tsuki wa dotchi ni dete iru
Tsuki wa dotchi ni dete iru (em japonês:  月はどっちに出ている) é um filme produzido no Japão e lançado em 1993, sob a direção de Yōichi Sai.